# Polyura babbericus
Polyura babbericus är en fjärilsart som beskrevs av Hans Fruhstorfer 1903. Polyura babbericus ingår i släktet Polyura och familjen praktfjärilar. Inga underarter finns listade i Catalogue of Life.